# Райт, Лора
Лора Райт (англ. Laura Wright; род. 11 сентября 1970, Вашингтон, США) — американская актриса мыльных опер. Она наиболее известна по ролям в мыльных операх «Направляющий свет» (1995—1997) и «Главный госпиталь» (2005 — наст. время), которая принесла ей Дневную премию «Эмми» за лучшую женскую роль в драматическом сериале в 2011 году.

### Ранние годы и карьера
Райт родилась в Вашингтоне и будучи подростком начала выступать в местных театральных постановках. В 1991 году она начала свою карьеру в дневном эфире с роли в мыльной опере ABC «Бесконечная любовь». С тех пор Райт непрерывно, на протяжении более двух десятилетий, работает в дневном эфире, снимаясь в «Город» на ABC в 1995—1997, и «Направляющий свет» CBS с 1997 по 2005 год. С осени 2005 года Райт снимается в «Главный госпиталь» на ABC, за роль в котором она в 2011 году получила Дневную премию «Эмми».

### Личная жизнь
Встречается с актером Уэсли Ремси (звезда сериала «Зачарованые»).

## Мыльные оперы
| Год                | Название на русском | Название на английском | Роль                      | Примечания |
| ------------------ | ------------------- | ---------------------- | ------------------------- | --- |
| 1991—1995          | Бесконечная любовь  | Loving                 | Элли Рэскотт Элден Боуман | Июнь 1991 — 10 ноября 1995 Номинация — Премия «Дайджеста мыльных опер» лучшей молодой актрисе (1993)                                                                                           |
| 1995—1997          | Город               | The City               | Элли Рэскотт Элден Боуман | 13 ноября 1995 — 28 марта 1997 |
| 1997—2005          | Направляющий свет   | The Guiding Light      | Кэсси Лэйн Уинслоу        | 1 августа 1997 — 3 ноября 2005 Премия «Дайджеста мыльных опер» лучшей новой актрисе (1998) |
| 2005 — наст. время | Главный госпиталь   | General Hospital       | Карли Коринтос Джекс      | С 4 ноября 2005 года Дневная премия «Эмми» за лучшую женскую роль в драматическом сериале (2011) Номинация — Дневная премия «Эмми» за лучшую женскую роль в драматическом сериале (2012, 2015) |